# Roland Menges
Pour les articles homonymes, voir Menges.
 (juin 2020).
Roland Menges (né le 16 novembre 1965 à Brunswick) est un économiste allemand et professeur à l'Université de technologie de Clausthal.

## Biographie
Menges a étudié l'économie à l'Université Christian Albrechts de Kiel et a obtenu son diplôme en 1992. En 1993, il a été chercheur invité au Center for Experimental Economics de l'Université de York, en Grande-Bretagne. En 1996, il est devenu docteur (sc. pol. doctorat) à Kiel avec une thèse sur les préférences incertaines et l'utilisation adaptative des stratégies d'information. De 1999 à 2003, il a été membre de l'initiative européenne "Renewable Energy Certificate Trading" (RECS), lors de la phase pilote de négoce de certificats européens. Son habilitation en économie a eu lieu en 2006 avec une thèse sur la fourniture de biens environnementaux publics à l'Université de Flensbourg.
Depuis juillet 2010, Menges est professeur d'économie, notamment de macroéconomie à la Clausthal University of Technology. Ses principaux domaines de recherche sont l'économie de l'environnement, l'économie comportementale et la recherche économique expérimentale, en particulier il traite, par exemple, de l'acceptation sociale de la transition énergétique. Il est membre du Centre de recherche sur l'énergie de Basse-Saxe. En 2019, il a été co-éditeur du Compendium of Economic Theory and Economic Policy, dans lequel il a écrit une contribution à l'économie environnementale. Le recueil a été publié par Springer-Verlag.

## Sources
- (de) Cet article est partiellement ou en totalité issu de l’article de Wikipédia en allemand intitulé « Roland Menges » (voir la liste des auteurs).

1. ↑  (de) Roland Menges, « Dr. Roland Menges – Lebenslauf. Website des IfW der TU Clausthal » (consulté le 1er mai 2020)
2. ↑  (de) « AKZEPTANZ | energiewende: sozial-ökologisch » (consulté le 5 mai 2020)
3. ↑  (de) « Energie-Forschungszentrum Niedersachsen - Standort Clausthal » (consulté le 5 mai 2020)